# 孔原黑麗魚
孔原黑麗魚，為輻鰭魚綱鱸形目隆頭魚亞目慈鯛科的其中一種，分布於非洲馬拉威湖北部及西南部流域，體長可達14公分，棲息在岩石底質具有沉積物的水域，生活習性不明，可做為觀賞魚。

## 擴展閱讀
維基物種上的相關：孔原黑麗魚